# Cătălin Savin
Mihai Cătălin Savin (Odorheiu Secuiesc, 8 novembre 1990) è un calciatore rumeno, difensore dell'Unirea Ungheni.

## Carriera
A 20 anni debutta come calciatore professionista al Gaz Metan Mediaş, registrando solo una presenza in 2 anni.
Nel 2012 va in prestito al Cisnădie, ma senza giocare neanche una volta.
Dopo due stagioni deludenti, Savin è stato trasferito al Concordia Chiajna, marcando un gol in 23 partite giocate per i gialloverdi.
Nel 2014 va al Rapid Bucarest, partecipando in 9 partite.
Dal 2015 gioca per il FCM Baia Mare.